# Понте Арке
Понте Арке (итал. Ponte Arche) је насеље у Италији у округу Тренто, региону Трентино-Јужни Тирол.
Према процени из 2011. у насељу је живело 765 становника. Насеље се налази на надморској висини од 404 м.